# Pouzay
Pouzay és un municipi francès, situat al departament de l'Indre i Loira i a la regió de Centre – Vall del Loira. L'any 2007 tenia 793 habitants.

## Demografia

### Població
El 2007 la població de fet de Pouzay era de 793 persones. Hi havia 326 famílies, de les quals 80 eren unipersonals (40 homes vivint sols i 40 dones vivint soles), 107 parelles sense fills, 115 parelles amb fills i 24 famílies monoparentals amb fills.
La població ha evolucionat segons el següent gràfic:
Habitants censats

### Habitatges
El 2007 hi havia 397 habitatges, 326 eren l'habitatge principal de la família, 45 eren segones residències i 26 estaven desocupats. 380 eren cases i 9 eren apartaments. Dels 326 habitatges principals, 229 estaven ocupats pels seus propietaris i 97 estaven llogats i ocupats pels llogaters; 3 tenien una cambra, 18 en tenien dues, 87 en tenien tres, 90 en tenien quatre i 128 en tenien cinc o més. 227 habitatges disposaven pel capbaix d'una plaça de pàrquing. A 153 habitatges hi havia un automòbil i a 143 n'hi havia dos o més.

### Piràmide de població
La piràmide de població per edats i sexe el 2009 era:
| Homes | Edats   | Dones |
| ----- | ------- | ----- |
| 0     | 95 o +  | 0     |
| 4     | 90 a 94 | 4     |
| 8     | 85 a 89 | 12    |
| 0     | 80 a 84 | 8     |
| 20    | 75 a 79 | 24    |
| 16    | 70 a 74 | 8     |
| 24    | 65 a 69 | 28    |
| 8     | 60 a 64 | 12    |
| 8     | 55 a 59 | 16    |
| 12    | 50 a 54 | 16    |
| 16    | 45 a 49 | 16    |
| 28    | 40 a 44 | 20    |
| 48    | 35 a 39 | 32    |
| 36    | 30 a 34 | 24    |
| 40    | 25 a 29 | 32    |
| 8     | 20 a 24 | 24    |
| 24    | 15 a 19 | 20    |
| 40    | 10 a 14 | 16    |
| 28    | 5 a 9   | 48    |
| 24    | 0 a 4   | 28    |

## Economia
El 2007 la població en edat de treballar era de 490 persones, 369 eren actives i 121 eren inactives. De les 369 persones actives 341 estaven ocupades (185 homes i 156 dones) i 28 estaven aturades (12 homes i 16 dones). De les 121 persones inactives 38 estaven jubilades, 38 estaven estudiant i 45 estaven classificades com a «altres inactius».

### Ingressos
El 2009 a Pouzay hi havia 334 unitats fiscals que integraven 832,5 persones, la mediana anual d'ingressos fiscals per persona era de 16.250 €.

### Activitats econòmiques
Dels 22 establiments que hi havia el 2007, 1 era d'una empresa alimentària, 2 d'empreses de fabricació d'altres productes industrials, 8 d'empreses de construcció, 3 d'empreses de comerç i reparació d'automòbils, 1 d'una empresa de transport, 4 d'empreses d'hostatgeria i restauració, 1 d'una entitat de l'administració pública i 2 d'empreses classificades com a «altres activitats de serveis».
Dels 10 establiments de servei als particulars que hi havia el 2009, 1 era un taller de reparació d'automòbils i de material agrícola, 2 guixaires pintors, 2 fusteries, 1 lampisteria, 1 empresa de construcció, 1 perruqueria i 2 restaurants.
Dels 2 establiments comercials que hi havia el 2009, 1 era una botiga de menys de 120 m² i 1 una fleca.
L'any 2000 a Pouzay hi havia 12 explotacions agrícoles.

## Equipaments sanitaris i escolars
El 2009 hi havia una escola elemental integrada dins d'un grup escolar amb les comunes properes formant una escola dispersa.

## Poblacions més properes
El següent diagrama mostra les poblacions més properes.